# Offensive de Villareal
Guerre d'Espagne
L’offensive de Villarreal est une opération militaire qui s'est déroulée lors de la guerre d'Espagne  et qui opposa les forces nationalistes et les troupes républicaines entre le 30 novembre 1936 et le 24 décembre 1936. Les troupes républicaines tentèrent de s'emparer de la ville de Vitoria, dans la province d'Alava, tombée aux mains des militaires rebelles depuis le soulèvement de juillet, mais furent arrêtées près de Villarreal de Álava.